# Anders Lundqvist
Anders Lundqvist, född 2 november 1789 i Piteå, död 29 november 1856 i Storkyrkoförsamlingen i Stockholm, var en svensk guld- och silversmed.
Anders Lundqvist var son till nämndemannen Erik Persson och Brita Andersdotter som första barnet i en syskonskara om tio barn. Som äldste son skulle han normalt ta över gården.  Men redan när han var 16 år började han som guldsmedslärling och avancerade till gesäll hos guldsmeden och borgaren Johan Westerberg i Piteå. Han blev mästare i Stockholm 29 juli 1816 och bisittare 1832. Mästarstycket var en tekanna. Lundqvist stämplade sitt smide med initialerna AL eller A Lundqvist. Han finns representerad bland annat på Nordiska museet och i de Hallwyllska samlingarna. En nattvardskalk finns i Eds kyrka, Uppland.
Mot slutet av sitt liv bodde och verkade Lundqvist i kvarteret Morpheus, Wästerlånggatan 43. Han var ogift och saknade barn. Hans sex efterlevande syskon fick dela på 20 000 riksdaler banco, och alla deras barn fick 1 000 riksdaler var. Anders Lundqvist hade burskap i Stockholms Borgerskap och testamenterade 3 000 riksdaler till Borgerskapets gubbhus.
Bilden är tagen av fotograf Isaac Cohen (f.1819), cirka 1855.